# Martiri di Otranto
I santi Antonio Primaldo e compagni martiri, conosciuti anche semplicemente come martiri di Otranto, sono gli 813 abitanti della città di Otranto (nell'omonimo territorio del Regno di Napoli) uccisi il 14 agosto 1480 dai Turchi guidati da Gedik Ahmet Pascià, per aver rifiutato la conversione all'Islam dopo la caduta della loro città. 
Beatificati il 14 dicembre 1771 da papa Clemente XIV, in loro onore è stato eretto un monumento nel 1922 e inaugurata una lapide nel 1980, in occasione del 500º anniversario della tragedia. Più recentemente, il 12 maggio 2013, sono stati canonizzati da papa Francesco.

## Storia
Il 28 luglio 1480 una flotta turca del sultano dell'Impero ottomano Maometto II proveniente da Valona, forte di 90 galee, 40 galeotte e altre navi, per un totale di circa 150 imbarcazioni e 18.000 soldati, si presentò sotto le mura di Otranto.
La città resistette strenuamente agli attacchi, ma la sua popolazione di soli 2.000 abitanti non poté opporsi a lungo. Infatti il 29 luglio la guarnigione e tutti gli abitanti abbandonarono il borgo nelle mani dei turchi, ritirandosi nella cittadella mentre questi ultimi cominciavano le loro razzie anche nei casali vicini.
Quando Gedik Ahmet Pascià chiese la resa ai difensori, questi si rifiutarono e in risposta le artiglierie turche ripresero il bombardamento. L'11 agosto, dopo 15 giorni d'assedio, Gedik Ahmet Pascià ordinò l'attacco finale durante il quale riuscì a sfondare le difese e a espugnare anche il castello.
Nel massacro che ne seguì, tutti i maschi di oltre quindici anni furono uccisi, mentre le donne e i bambini furono ridotti in schiavitù. Secondo alcune ricostruzioni storiche, i morti furono in totale 12.000 (9.000-10.000 turchi) e i ridotti in schiavitù 5.000, comprendendo anche le vittime dei territori della penisola salentina intorno alla città.
Vani furono i primi tentativi di riconquista, tra i quali quello organizzato dall'avanguardia dell'esercito del Regno, guidata da Giulio Antonio I Acquaviva d'Aragona, Conte di San Flaviano e Conte di Conversano che, nella difesa della città morì decapitato da un colpo di scimitarra. In tutti gli altri tentativi di battaglia organizzati tra agosto e ottobre del 1480 il re Ferdinando di Napoli non poté riprendere la città di Otranto e strapparla ai turchi e richiamò alla guerra il figlio Alfonso d'Aragona, con cui, chiamati gli alleati cristiani dal papa per una vera e propria crociata contro i turchi, allestì una flotta con l'aiuto del cugino (Ferdinando il Cattolico) e del Regno di Sicilia (vi furono navi provenienti da varie parti d'Europa). Dopo tredici mesi Otranto venne riconquistata dagli Aragonesi, guidati da Alfonso d'Aragona, figlio del Re di Napoli.

## Il racconto cattolico
I superstiti e il clero si erano rifugiati nella cattedrale a pregare con l'arcivescovo Stefano Pendinelli. Gedik Ahmet Pascià ordinò loro di rinnegare la fede cristiana, ma ricevendone un netto rifiuto, irruppe con i suoi uomini nella cattedrale e li catturò. Furono quindi tutti uccisi, mentre la chiesa, in segno di spregio, fu ridotta a stalla per i cavalli.
Particolarmente barbara fu l'uccisione dell'anziano arcivescovo Stefano Pendinelli, il quale incitò i superstiti a rivolgersi a Dio in punto di morte. Fu infatti sciabolato e fatto a pezzi con le scimitarre, mentre il suo capo mozzato fu infilzato su una picca e portato per le vie della città.
Il comandante della guarnigione Francesco Zurolo venne invece segato vivo. 

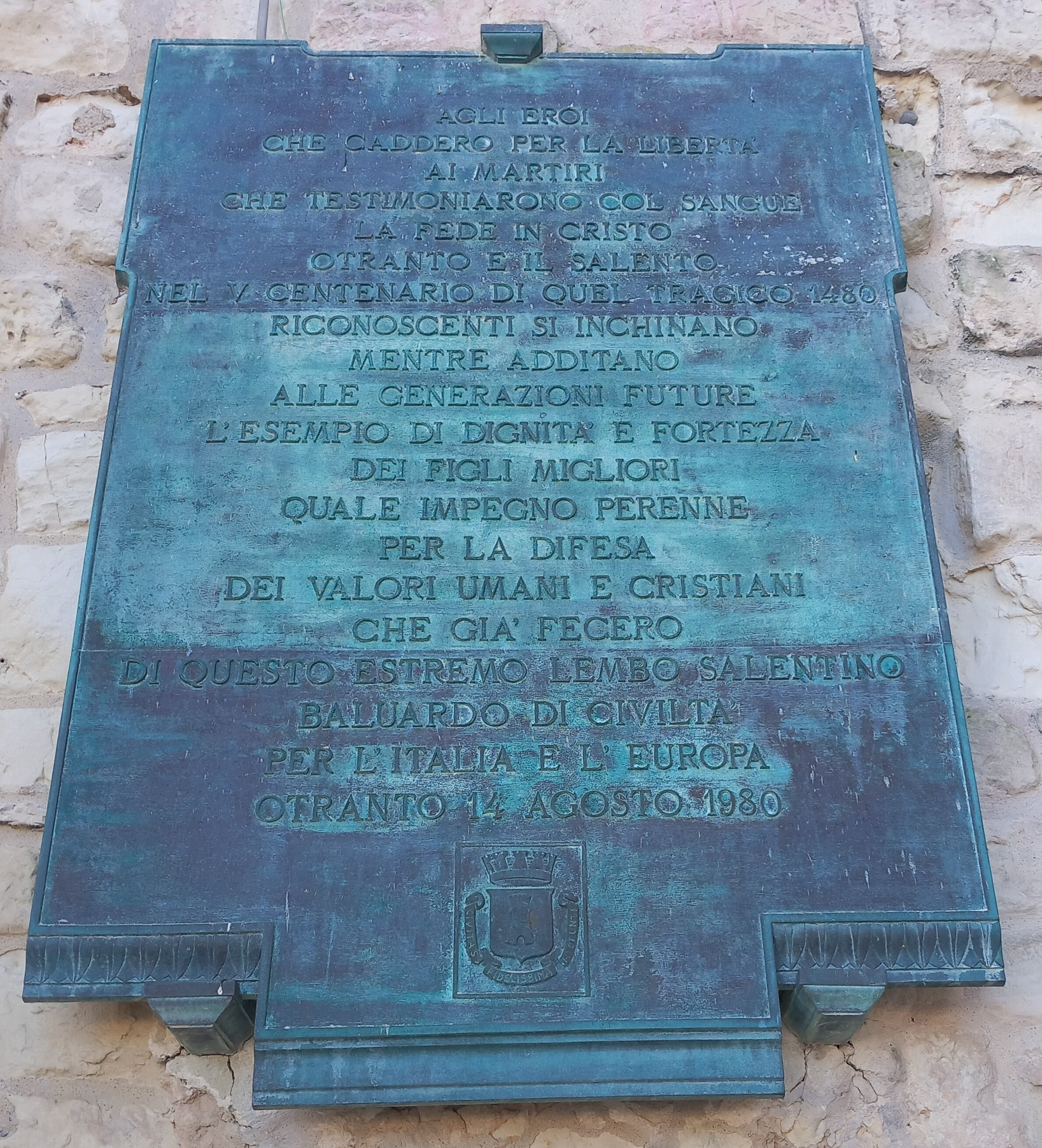
Lapide commemorativa

A capo degli Otrantini - che il 12 agosto si erano opposti alla conversione all'Islam - era anche il vecchio sarto Antonio Pezzulla, detto Il Primaldo.
Il 14 agosto Gedik Ahmet Pascià fece legare i superstiti e li fece trascinare sul vicino colle della Minerva, dove ne fece decapitare almeno 800, costringendo i parenti ad assistere alle esecuzioni. Il primo a essere decapitato fu Antonio Primaldo. La tradizione tramanda che il suo corpo, dopo la decapitazione, restò ritto in piedi, a dispetto degli sforzi dei carnefici per abbatterlo, sin quando l'ultimo degli Otrantini non fu martirizzato.
Durante quel massacro le cronache raccontano che un turco, tal Berlabei (o Barbelei), si convertì nel vedere il modo in cui gli otrantini morivano per la loro fede e subì anche lui il martirio, impalato dai suoi stessi compagni d'arme. La leggenda popolare ricorda anche Idrusa, unica donna a essere martirizzata.
Tra gli 813 martiri d'Otranto, si ricorda per l'eroica morte, in testimonianza della fede, la figura di Macario Nachira, colto monaco basiliano, appartenente a un'antica e nobile famiglia di Viggiano (oggi Uggiano la Chiesa).
Per un anno i corpi giacquero insepolti sul luogo del supplizio, dove vennero ritrovati dalle truppe inviate a liberare Otranto.

## Reliquie
Il 13 ottobre 1481 i corpi degli Otrantini trucidati furono trovati incorrotti e vennero successivamente traslati nella Cattedrale di Otranto.
A partire dal 1485, una parte dei resti di quei martiri furono trasferiti a Napoli e riposano nella chiesa di Santa Caterina a Formiello, dove furono collocati sotto l'altare della Madonna del Rosario (che ricorda la vittoria definitiva delle truppe cristiane sugli Ottomani nella famosa battaglia di Lepanto); successivamente furono collocati nella cappella delle reliquie, consacrata da papa Benedetto XIII, e solo dal 1901 deposte sotto l'altare in cui si trovano oggi. Una recognitio canonica, effettuata tra il 2002 e il 2003, ne ha ribadito l'autenticità.
Nel 1888 l'arcivescovo Francesco Bressi, metropolita di Otranto e amministratore apostolico di Bovino, donò parte delle reliquie al santuario di Santa Maria di Valleverde in Bovino, dove attualmente si trovano nella cripta della nuova basilica: esse sono state collocate in un'artistica urna in alabastro, opera di Pasquale Garofalo di Bovino, in sostituzione dell'ormai fatiscente vecchia urna in legno. Parte delle reliquie di Antonio Primaldo sono state trasferite a Surano.
Le reliquie dei santi martiri sono venerate in molti luoghi della Puglia (in particolare nel Salento), a Napoli, Venezia, Milano e anche in Francia (a Tours) e in Spagna.

## Culto

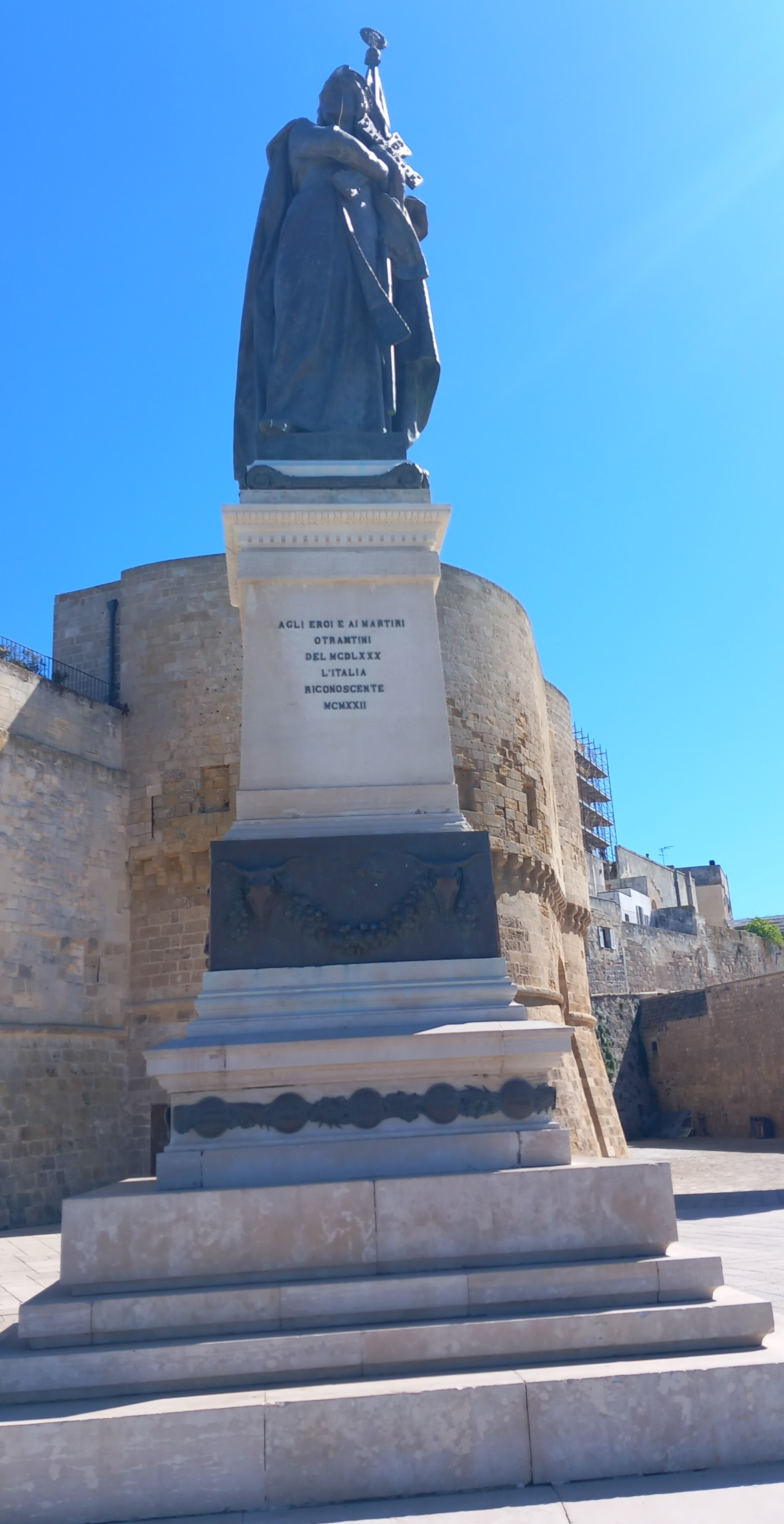
Monumento agli eroi e martiri ad Otranto

Un processo canonico, iniziato nel 1539, terminò il 14 dicembre 1771, allorché papa Clemente XIV dichiarò beati gli 800 trucidati sul colle della Minerva, autorizzandone il culto; da allora essi sono protettori di Otranto.
In vista di una possibile canonizzazione, su richiesta dell'arcidiocesi di Otranto, il processo è stato riaperto, confermando in pieno le conclusioni del precedente. Papa Benedetto XVI, il 6 luglio 2007, ha emanato un decreto in cui riconosce il martirio di Antonio Primaldo e dei suoi concittadini uccisi "in odio alla fede".
Il 20 dicembre 2012 Benedetto XVI nell'udienza privata con il cardinale Angelo Amato, prefetto della Congregazione delle Cause dei Santi, ha autorizzato la Congregazione a promulgare il Decreto riguardante il miracolo della guarigione della suora Francesca Levote, attribuito all'intercessione dei beati Antonio Primaldo e compagni martiri. Sono stati canonizzati da papa Francesco il 12 maggio 2013, secondo quanto annunziato da papa Benedetto XVI l'11 febbraio 2013.

## Musica, letteratura, teatro, cinema
Il tema dei santi martiri otrantini è presente sia in ambito letterario che musicale: la scrittrice Maria Corti è la penna di un apprezzato romanzo di ambientazione storica: L'ora di tutti.
In campo letterario c'è il romanzo Nostra Signora dei Turchi di Carmelo Bene, da cui è stato tratto nel 1968 l'omonimo film che si è aggiudicato il premio speciale della giuria nella la 33ª edizione della Mostra internazionale d'arte cinematografica di Venezia e successivamente riadattato per il teatro e messo in scena dal 1967 al 1973 nei teatri italiani.
Nel 1994 è stato pubblicato I cavalieri della settima luna, opera a fumetti che ripercorre la strage di Otranto, scritta e disegnata da Giorgio Fersini e edita da Martano Editrice.
In ambito musicale e teatrale, invece, la vicenda degli 800 martiri è presente in:
- Ottocento - Opera popolare di Francesco Libetta.
- A coloro che hanno vinto, opera sacra in 5 quadri per solisti, coro, orchestra, voci recitanti e balletto di don Biagio Mandorino e don Tiziano Galati.
- Una luce sul monte, oratorio sacro per solisti, coro, orchestra e voce recitante di mons. Marco Frisina.
- L'ora di Otranto, di Michele Di Martino, dramma in due atti con la regia di Pamela Villoresi, musiche di Luciano Vavolo e degli Officina Zoè (dramma pubblicato in Testimonianze per Maria Corti, a cura di Anna Dolfi, Bulzoni Editore, 2005
- Otranto 1480, di Enrico Risolo, dramma in 3 atti con la regia di Enrico Risolo e portato in scena dal gruppo teatrale La Compagnia
- Flavia, la monaca musulmana, film del 1974 diretto da Gianfranco Mingozzi.